# Persone di nome Dionisio
| Questa pagina contiene informazioni ricavate automaticamente dalle voci biografiche con l'ausilio del template Bio e di un bot. L'aggiornamento è periodico e automatico e ricostruisce completamente la pagina. Se manca una persona in questa lista, sei pregato di non aggiungerla, ma accertati piuttosto che la sua voce biografica contenga il template Bio e che i dati anagrafici siano correttamente compilati. Se il template Bio manca, inseriscilo tu stesso o, in alternativa, metti l'avviso {{tmp\|Bio}} che ne segnala la mancanza. Se i dati riportati sono sbagliati, correggi direttamente la voce biografica; le modifiche saranno visibili in questa lista entro pochi giorni. Per chiarimenti vedi il progetto antroponimi. La lista contiene solo le 57 persone che sono citate nell'enciclopedia e per le quali è stato implementato correttamente il template Bio. Pagina aggiornata al 6 giu 2025. |

Questa è una lista di persone presenti nell'enciclopedia che hanno il nome Dionisio, suddivise per attività principale.

## Allenatori di calcio(1)
- Dionisio Arce, allenatore di calcio e calciatore paraguaiano (San Juan Bautista de las Misiones, n. 1927 - Bracciano, † 2000)

## Ammiragli(1)
- Dionisio di Focea, ammiraglio, militare e pirata greco antico

## Architetti(3)
- Dionisio Lazzari, architetto e scultore italiano (Napoli, n. 1617 - Napoli, † 1689)
- Dionisio Mazzuoli, architetto e scultore italiano (Cortona, n. 1611 - Siena, † 1669)
- Dionisio Nencioni di Bartolomeo, architetto italiano (Firenze, n. 1559 - Napoli, † 1638)

## Arcivescovi cattolici(1)
- Dionisio Guillermo García Ibáñez, arcivescovo cattolico cubano (Guantánamo, n. 1945)

## Arcivescovi ortodossi(5)
- Dionisio I di Costantinopoli, arcivescovo ortodosso greco (Dimitsana - Drama, † 1492)
- Dionisio II di Costantinopoli, arcivescovo ortodosso greco (Costantinopoli, † 1556)
- Dionisio III di Costantinopoli, arcivescovo ortodosso greco (Andro, n. 1615 - Monte Athos, † 1696)
- Dionisio V di Costantinopoli, arcivescovo ortodosso greco (Adrianopoli, n. 1820 - Costantinopoli, † 1891)
- Dionisio IV di Costantinopoli, arcivescovo ortodosso greco (Costantinopoli - Târgoviște, † 1696)

## Calciatori(6)
- Dionisio Collavini, ex calciatore italiano (Bertiolo, n. 1951)
- Dionisio Emanuel Villalba Rojano, calciatore spagnolo (Malaga, n. 1989)
- Dionisio Gallino, calciatore italiano (Mignanego, n. 1895 - Genova, † 1977)
- Dionisio Mejía, calciatore messicano (n. 1907 - † 1963)
- Dionisio Urreisti, ex calciatore e allenatore di calcio spagnolo (Mutriku, n. 1943)
- Dionisio Weisz, calciatore e allenatore di calcio ungherese (Arad, n. 1904 - Colle Umberto, † 1992)

## Cardinali(2)
- Dionisio Bardaxí y Azara, cardinale spagnolo (Puyarruego, n. 1760 - Roma, † 1826)
- Dionisio Laurerio, cardinale e vescovo cattolico italiano (Sieti, n. 1497 - Roma, † 1542)

## Cestisti(2)
- Dionisio Calvo, cestista, nuotatore e allenatore di pallacanestro filippino (Manila, n. 1904 - San Francisco, † 1977)
- Dionisio Gómez, ex cestista e allenatore di pallacanestro panamense (Panama, n. 1980)

## Chitarristi(1)
- Dionisio Aguado, chitarrista e compositore spagnolo (Madrid, n. 1784 - Madrid, † 1849)

## Ciclisti su strada(1)
- Dionisio Galparsoro, ex ciclista su strada spagnolo (Ataun, n. 1978)

## Compositori(1)
- Dionisio Memmo, compositore e organista italiano (Venezia)

## Filologi(1)
- Dionisio Trace, filologo e grammatico greco antico (Alessandria d'Egitto - Rodi)

## Filosofi(2)
- Dionisio di Lamptrai, filosofo greco antico (Atene - Atene, † 205 a.C.)
- Dionisio il Rinnegato, filosofo greco antico

## Generali(1)
- Dionisio, generale romano († 480)

## Giuristi(1)
- Dionisio Anzilotti, giurista italiano (Pescia, n. 1867 - Uzzano, † 1950)

## Medici(1)
- Dionisio Andrea Sancassani, medico e chirurgo italiano (Scandiano, n. 1659 - Spoleto, † 1738)

## Militari(1)
- Dionisio Alcalá Galiano, militare, cartografo e esploratore spagnolo (Cabra, n. 1760 - Battaglia di Trafalgar, † 1805)

## Papi(1)
- Papa Dionisio, papa, vescovo e santo († 268)

## Patriarchi cattolici(1)
- Dionisio Dolfin, patriarca cattolico italiano (Venezia, n. 1663 - San Vito al Tagliamento, † 1734)

## Pianisti(1)
- Bebo Valdés, pianista, arrangiatore e direttore d'orchestra cubano (Quivicán, n. 1918 - Stoccolma, † 2013)

## Pittori(6)
- Dionisio Baschenis, pittore italiano
- Dionisio Battaglia, pittore italiano (Verona - Verona)
- Dionisio Brevio, pittore italiano (Verona, n. 1510)
- Dionisio Cappelli, pittore italiano (Amatrice - Milano)
- Dionisio Guerri, pittore italiano (Verona, n. 1610 - † 1640)
- Dionisio da Furnà, pittore e monaco cristiano greco (Fourna, n. 1670 - Fourna, † 1744)

## Poeti(2)
- Dionisio Calco, poeta e oratore ateniese
- Dionisio Ridruejo, poeta, scrittore e politico spagnolo (Osma, n. 1912 - Madrid, † 1975)

## Politici(1)
- Dionisio Moltisanti, politico italiano (Rosolini, n. 1906 - Ispica, † 1964)

## Religiosi(1)
- Dionisio, religioso e santo russo († 1385)

## Scacchisti(1)
- Dión Martínez, scacchista cubano (Cuba, n. 1837 - Filadelfia, † 1938)

## Scrittori(4)
- Dionisio Cassitto, scrittore, meteorologo e politico italiano (Bonito, n. 1809 - Avellino, † 1858)
- Dionisio Catone, scrittore latino
- Dionisio, scrittore greco antico
- Dionisio Scitobrachione, scrittore greco antico (Mitilene - Alessandria d'Egitto)

## Sovrani(2)
- Dionisio d'India, sovrano
- Dionisio di Eraclea, sovrano greco antico (Eraclea Pontica, n. 361 a.C. - Eraclea Pontica, † 306 a.C.)

## Tipografi(1)
- Dionisio Bertocchi, tipografo italiano (Reggio Emilia)

## Vescovi(2)
- Dionisio di Alessandria, vescovo e santo greco antico (n. 190 - Alessandria d'Egitto, † 265)
- Dionigi di Corinto, vescovo greco antico

## Vescovi cattolici(1)
- Dionisio Dolfin, vescovo cattolico italiano († 1626)

## Vescovi ortodossi(1)
- Dionisio di Zante, vescovo ortodosso greco (Zante, n. 1547 - Zante, † 1622)

## Violinisti(1)
- Dionisio Bellante, violinista e compositore italiano (Verona, n. 1610 - † 1685)